# تپه اشتران۲
تپه اشتران۲ مربوط به دوران‌های تاریخی پس از اسلام است و در شهرستان بوئین‌زهرا، روستای نوده واقع شده و این اثر در تاریخ ۲۵ اسفند ۱۳۸۰ با شمارهٔ ثبت ۵۴۹۱ به‌عنوان یکی از آثار ملی ایران به ثبت رسیده است.